# 명성황후탄강구리비
명성황후 탄강구리비(明成皇后誕降舊里碑)는 경기도 여주시 여주읍 능현리, 명성황후 민씨의 생가에 남아 있는 비석이다. 1973년 7월 10일 경기도의 유형문화재 제41호로 지정되었다.

## 개요
명성황후 민씨의 생가에 남아 있는 비로, 비가 서 있는 자리는 어렸을 적 그녀의 공부방이 있던 터라고 한다.
명성황후는 조선 철종 2년(1851)에 태어나, 고종 3년(1866)에 왕비로 책봉되었다. 그 후 조선말의 어지러운 격동기를 보내다, 고종 32년(1895) 일본 자객에 의해 시해되면서 파란만장한 삶을 마쳤다. 광무 1년(1897) 조선의 국호를 ‘대한제국’이라 선포할 때, 명성황후로 추봉되었다.
비는 반듯한 사각받침돌 위로 비몸을 세우고, 지붕돌을 올려놓은 모습이다. 비의 앞면에는 ‘명성황후탄강구리(明成皇后誕降舊里,명성황후가 태어난 옛마을)’라는 비의 명칭을 새겼고, 뒷면에는 ‘광무팔년갑진오월일배음경서(光武八年甲辰五月日拜飮敬書,광무 8년 갑진오월 어느날 엎드려 눈물을 머금고 공경히 쓰다)’라 새겨놓았다. 글씨를 쓴 이는 알 수 없으나 황태자 시절의 순종이 썼을 것으로 추측된다.
1904년에 세운 것으로, 세울 당시에는 생가가 제법 규모를 갖추고 있었다 하나, 현재는 일부만 남아있다. 비를 보호하고 있는 비각은 많이 퇴색되고 낡아서, 1970년도에 새로이 보수하였다.

## 참고 문헌
- 명성황후탄강구리비 - 국가유산청 국가유산포털